# روث روت
روث روت (بالإنجليزية: Ruth Root)‏ هي رسامة أمريكية، ولدت في 1967 في شيكاغو في الولايات المتحدة.